# Tukang besi južni (jezik)
Tukang besi južni (buton, tukang-besi, wakatobi; ISO 639-3: bhq), austronezijski jezik uže celebeske skupine, koijim govori 130 000 ljudi (1995 SIL) na arhipelagu Tukangbesi pred obalom Celebesa u Indoneziji.
Zajedno s jezicima bonerate [bna], tukang besi sjeverni [khc] čini podskupinu tukangbesi-bonerate. Ima nekoliko dijalekata: binongko, bonerate i tomea (tomia). U upotrebi je i jezik wolio [wlo].

## Vanjske poveznice
- Ethnologue (14th)
- Ethnologue (15th)